# Turkoman
Pour les articles homonymes, voir Turkoman (hybride).
Le Turkoman est une race de chevaux de selle historiquement élevée par les Turkmènes dans les steppes, sur un vaste territoire qui comprend le Turkestan occidental (actuel Turkménistan), et une partie des actuels Turquie et Iran. Il est proche de l'Akhal-Teké, dont il est souvent décrit comme l'ancêtre.
Ce cheval oriental est caractérisé par sa grande taille, sa finesse et sa morphologie anguleuse, qui lui confèrent rapidité et vivacité. Il est aussi particulièrement endurant, permettant aux Turkmènes de contrôler diverses oasis sur la route de la soie et de réaliser des raids en traversant le désert. À partir de la fin du XIXe siècle, la race Akhal-Teké élevée au Turkménistan russe, puis soviétique, se distingue du Turkoman historique en prenant une orientation d'élevage différente, les chevaux restés en Iran étant alors croisés avec le Pur-sang. Le Turkoman actuel est élevé uniquement dans le nord de l'Iran.

## Dénomination et sources
Le Turkoman a été très peu étudié par des historiens. La majorité des sources disponibles à son sujet datent du XVIe siècle jusqu'au XIXe siècle.
Comme le soulignent différents chercheurs, dont l'ethnologue Carole Ferret, jusqu'à la fin du XIXe siècle, le terme « Turkoman » ou « Turcoman » est utilisé par des Européens pour désigner les chevaux des Turkmènes, indépendamment de l'ethnie qui les élève,. Les chevaux turkmènes exportés en Russie sont notamment connus sous ce nom. Les Turkmènes ne s'intéressent historiquement pas aux notions de race ou de « pureté de la race », seules les qualités des chevaux étant prises en compte pour leur reproduction. Ils distinguent plutôt les chevaux par leurs usages, le džins-at étant l'animal le plus fin et délicat, caractérisé par son attachement indéfectible envers son maître. De tous ces chevaux dits « Turcomans », ceux de la tribu des Tekkés sont les plus réputés, ce qui entraîne une tendance au remplacement du nom de « Turcoman » par celui d'« Akhal-Téké ». Après la conquête d'une partie de cette région par l'Empire russe et sa partition, les animaux intégrés à la Russie se font donc connaître sous le nom d'Akhal-Teké et prennent une orientation d'élevage différente, les chevaux élevés par les Turkmènes dépendant de la Perse (Iran) gardant seuls le nom de Turkomans,,, sous lequel ils continuent d'être désignés jusqu'à nos jours. 
La docteure en études grecques et romaines Carolyn Willekes cite l'Akhal-Teké comme le descendant direct des chevaux touraniens et Turkoman ; l'équipe de la généticienne Barbara Wallner décrivant l'Akhal-Teké comme un descendant direct du Turkoman, de même que l'auteur anglais Elwyn Hartley Edwards en 1992. Ce dernier décrit ensuite en 2016 le Turkoman et l'Akhal-Teké comme deux races proches issues d'un ancêtre commun. L'auteur autrichien Martin Haller décrit un groupe « turkmène » de races de chevaux répandu du sud de la Russie à l'Afghanistan et à l'Iran, dont font partie l'Akhal-Teké et le Jomud. Au contraire, l'auteur italien Gianni Ravazzi distingue l'Akhal-Teké du « Turkmène », qu'il décrit comme un descendant du « Turkoman », désormais disparu.
Il existe aussi des revendications selon lesquelles Turkoman et Akhal-Teké constituent une seule et même race de chevaux.

## Histoire
Constituant l'une des plus anciennes races de chevaux au monde, il semble connu dès l'Antiquité, et pourrait descendre du Nisaen (actuel Iran). Il est possible que les conquérants Hongrois venus de l'Est aient eu une influence sur cette race au IXe siècle. Le vétérinaire anglais William Youatt lui prête des origines arabes.
Ce cheval est historiquement élevé dans la région des plaines du Turkestan, située au Nord-Est de la Mer Caspienne,. Les Turkomans sont élevés en vastes troupeaux dans des steppes ouvertes, avec une transhumance saisonnière afin de trouver de nouveaux lieux de pâturage. Ils sont entraînés dès leur plus jeune âge à supporter la fatigue et les privations. Ce cheval devient très réputé le long des routes commerciales. Du XIVe siècle jusqu'au milieu du XIXe siècle, sous l'Empire ottoman, les Séfévides et l'empire moghol, il s'inscrit dans le cadre des échanges commerciaux entre nomades des steppes pastorales et villes agraires. Le changement de cours de la rivière Oxus à la fin du XVIe siècle créée un biotope de steppes près du désert du Karakoum, permettant une activité d'élevage équin florissante pour les nomades turkmènes, qui avec la perte de leur puissance commerciale, s'appuient sur la rapidité et la résistance de leurs chevaux pour prendre le contrôle des oasis. Dès lors, le commerce de ces chevaux s'étend peu à peu à toute l'Eurasie, et de plus, les Turkmènes jouent un rôle important, associés à leur chevaux, dans cette zone de contact entre les empires Séfévide, Qadjar, Perse et Moghol, chacun de ces empires ayant produit des écrits d'histoire naturelle et des récits de voyage qui traitent de la culture équestre turkmène. Au XVIIe siècle, l'ambassadeur de Charles II à Constantinople, Lord Winchilsa, écrit au comte Wesley son impossibilité à se procurer des chevaux arabes comme le demande le roi, et propose d'acquérir plutôt des Turcomans.

### AuXIXesiècle

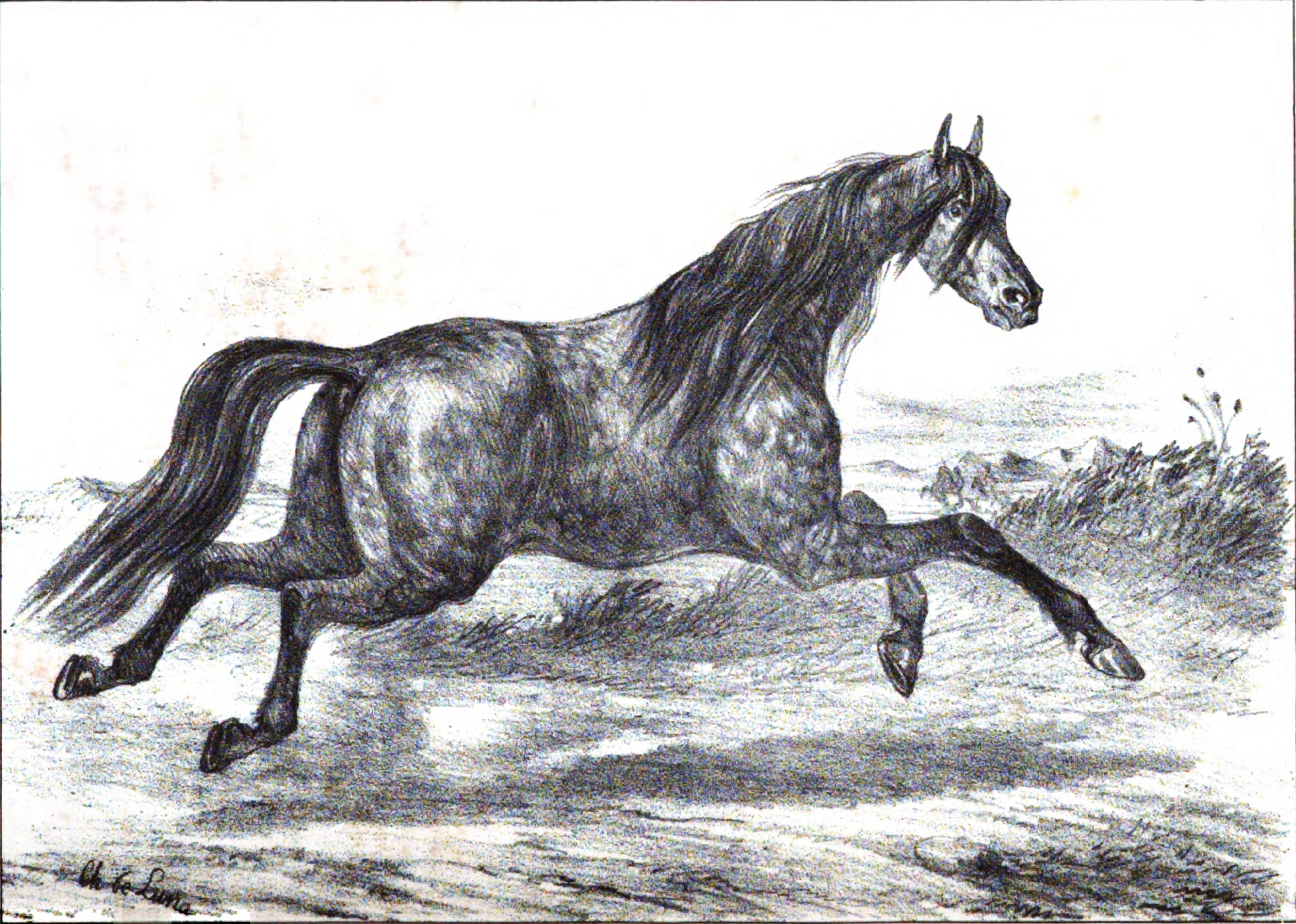
Gravure d'un cheval Turkoman en 1848.

Avant la partition du territoire turkmène entre la Russie et la Perse, ce cheval est monté par des nomades qui vivent sous des tentes de feutre, lors de raids et de rapines ciblant des agriculteurs du plateau persan, durant lesquels les Turkmènes capturent des esclaves,. Cet usage cesse progressivement au XIXe siècle. Le cheval élevé par ces nomades fait néanmoins l'objet d'un commerce dans tout le Proche-Orient, en Russie, en Europe et en Inde, jouissant d'une excellente réputation dans le monde occidental, où il est considéré comme l'un des meilleurs « chevaux d'Orient », ou comme le « plus noble des chevaux d'Asie centrale ». 
M. de Lamartine décrit dans son Voyage en Palestine les chevaux Turcomans comme étant les plus beaux animaux qu'il ait vus à Damas. Des soldats anglais en mission dans l'Empire ottoman (pendant la guerre de Crimée) rentrent ensuite en Angleterre avec ces chevaux, auxquels ils donnent le nom de Turks. De même, plusieurs dons d'étalons Turkoman à la France par l'ambassadeur de Perse, dont un étalon gris du Khorassan nommé D'jar, sont attestés dans les années 1840 et 1850. M. Moll témoigne d'avoir vu des Turkoman sous la régence d'Alger, dans la province de Constantine, au XIXe siècle. D'après Youatt, vers 1850, ces chevaux se vendent pour 6 000 à 7 000 francs.
Après la guerre de 1880 et la révolution d'Octobre, de nombreuses tribus turkmènes qui élèvent ce cheval se réfugient en Iran.[réf. nécessaire]
C'est aussi à la fin du XIXe siècle que la tribu turkmène des Tekkés sélectionne une race de chevaux spécifique près d'Achgabat, qui se fera connaître sous le nom d'Akhal-Teké,.

### Depuis le début duXXesiècle

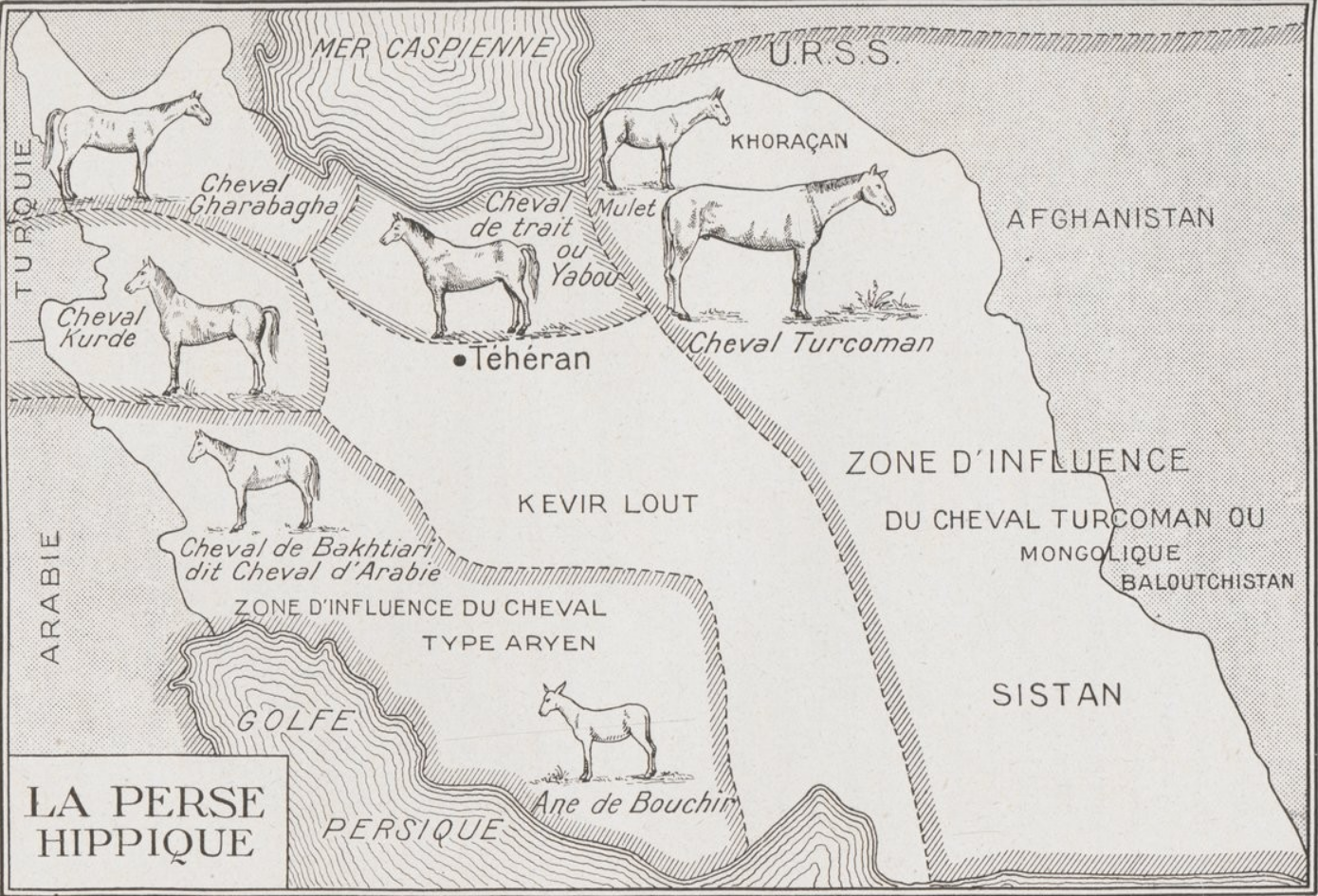
Carte de répartition des races de chevaux présentes en Perse en 1931 : le « Turcoman » est élevé dans le nord-est du pays.

Dans les années 1960, ce cheval reçoit l'influence du Pur-sang, alors importé pour la pratique des courses de chevaux. Selon Hendricks, ces croisements différencient le Turkoman iranien de l'Akhal-Teké soviétique, qui n'a pas été croisé avec le Pur-sang. La révolution iranienne de 1979 est une catastrophe pour l'élevage, car après le changement de régime, une loi interdit à la population de posséder plus d'un cheval. Les éleveurs cachent alors leurs chevaux, ou bien les lâchent dans le désert. 

## Description

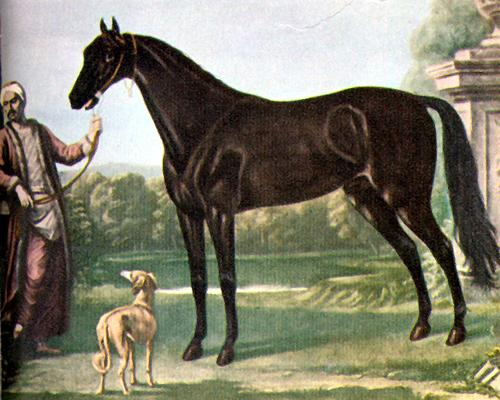
Byerley Turk ancêtre du Pur-sang, est présumé Turkoman.

Le Turkoman est plus grand que les autres races de chevaux originaires d'Iran, il est en effet réputé pour sa taillé élevée,
,, soit une moyenne de 1,55 m. M. de Lamartine les décrit comme « infiniment plus grands et plus forts que les chevaux arabes » et proches du cheval normand, en les qualifiant de « véritables chevaux homériques », avec leur longue crinière. 

### Morphologie
Très proche de l'Akhal-Teké,, il présente un modèle de cheval de selle typique du cheval oriental, particulièrement fin et étroit, anguleux, caractérisé par des parties « longues » à l'échelle de tout le corps,
,. Ils sont enlevés et hauts sur jambes, avec beaucoup d'air sous le ventre,. D'après Houël, ils ressemblent « au cheval anglais de demi-sang, mais ils sont un peu moins corsés ». Cette morphologie particulière leur a longtemps valu d'être considérés à tort comme des chevaux « faibles », et d'être comparés négativement aux races de chevaux de sport européennes. Ainsi, le capitaine Fraser estime que ces chevaux « manquent d'un ensemble solide », avec un corps trop long comparativement à leur masse, et un manque de muscle.
La tête est proportionnée au corps, cunéiforme et de profil rectiligne,, petite selon Hussey et légère selon Houël. Cependant, le Capitaine Fraser déclare dans son Récit d'un voyage dans le Khorasān en 1821 et 1822 que tous les Turkomans qu'il a vu ont la tête large et peu raffinée, grossière et généralement mal attachée à l'encolure,, une opinion partagée par le vétérinaire anglais William Youatt qui leur décrit une tête « démesurément grosse ». Le front est large, et les yeux sont grands, avec l'expression typique du cheval oriental. Les oreilles sont longues.

Tête du Turkoman
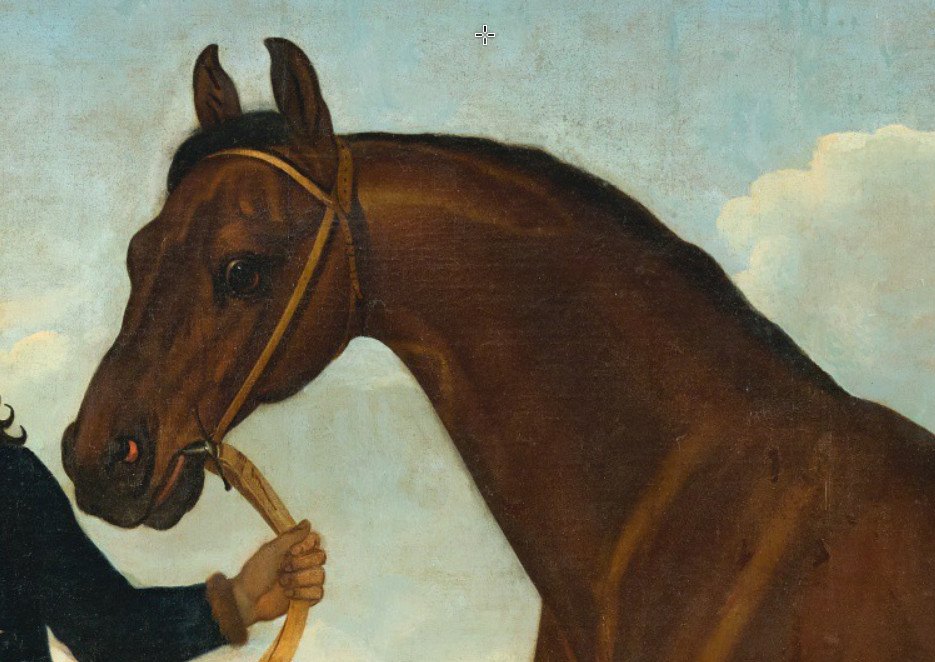
Tête de Byerley Turk d'après une peinture de Thomas Spencer.
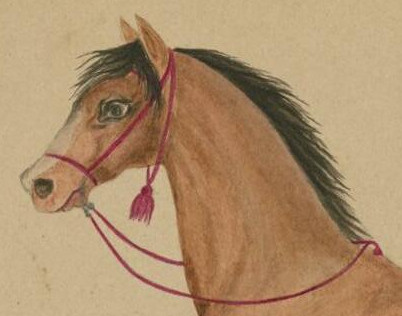
Tête d'un Turkoman d'après le Livre des chevaux d'Ahmed 'Ata Tayyarzade.
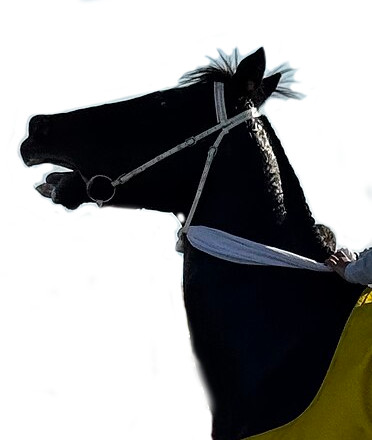
Tête d'un Turkoman de robe noire sur un champ de course iranien

L'encolure est longue et fine,,,, mais dotée d'une bonne musculature,, et peut parfois présenter une forme renversée (dite encolure de cerf) ; Youatt la compare à celle d'un agneau. Le garrot est sorti, sec et relevé. La poitrine est profonde, mais étroite,. L'épaule est longue, inclinée et musclée. Le dos est long et droit,. La côte est courte. La croupe est longue et inclinée,. D'après De Blocqueville, ils ont une croupe tranchante, dite « croupe de mulet ».
Les jambes sont longues et fines,, mais musclées et très résistantes. Selon Hendricks, elles sont dotées d'articulations solides et de tendons bien définis, Fraser décrivant au contraire des tendons faibles. Le pied est petit et dur, de forme arrondie. La peau est fine, avec un poil fin et soyeux. Crinière et queue sont peu fournies.

### Robe

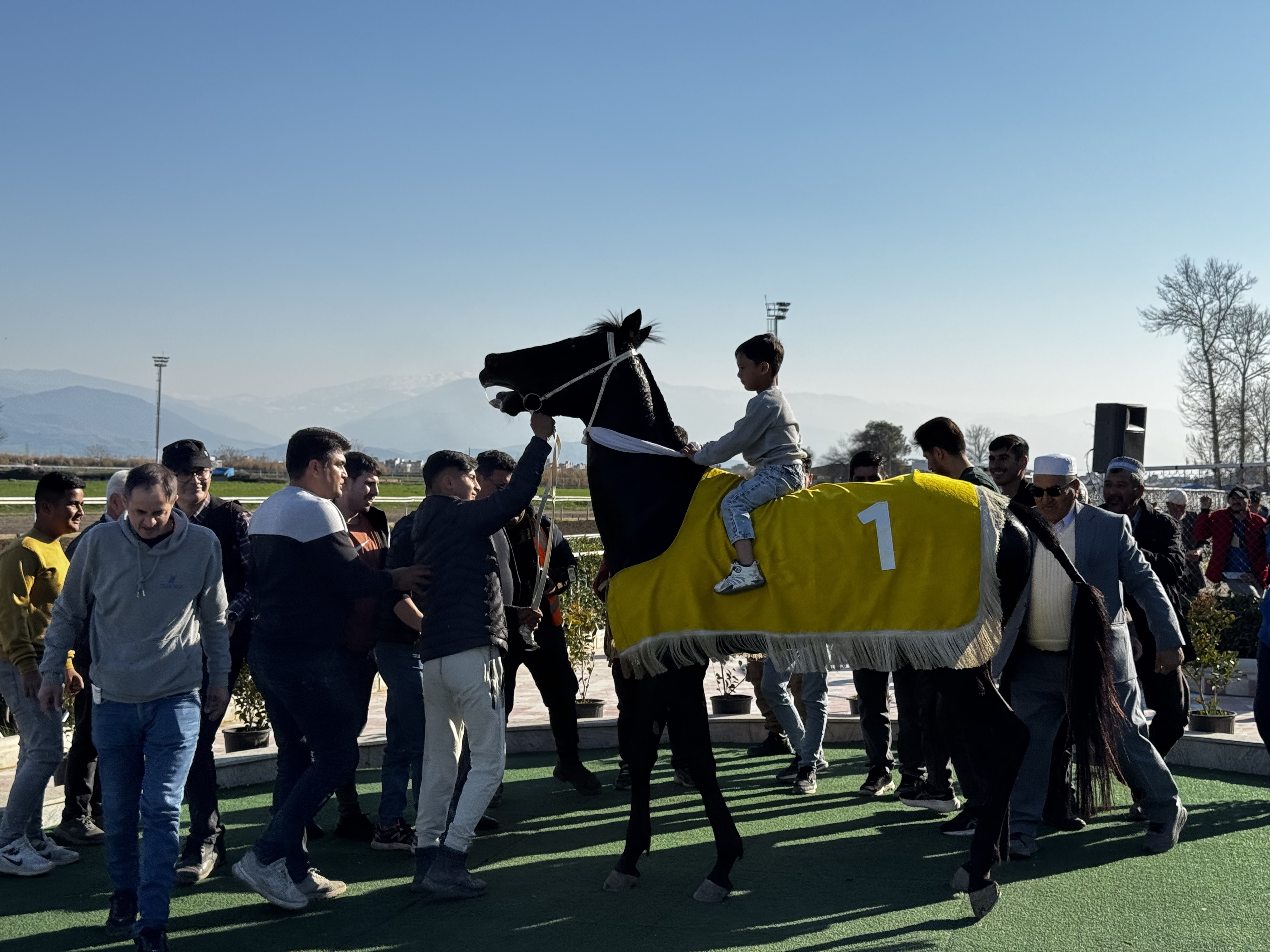
Turkoman noir ou bai-brun sur un champ de course iranien.

La robe peut être baie, bai-brune, grise, noire ou alezane,. Selon M. de Lamartine, ils sont tous de robe bai-brun.

### Tempérament et entretien
Ces chevaux ont une endurance exceptionnelle, que reflète leur apparence taillée pour la vitesse et l'effort prolongé, leur conférant une grande rapidité, particulièrement au galop. Ils sont historiquement fameux pour la vitesse de leurs allures. Ces allures sont aussi confortables pour un cavalier, car douces et droites. 
Houël leur décrit un caractère patient et une vigueur hors-normes, leur permettant de parcourir 130 à 140 km par jour, avec seulement une poignée d'orge pour toute nourriture en fin de journée, ou bien une boulette de farine d'orge, selon Youatt. Ils sont aussi réputés pour leur caractère patient, leur courage et leur docilité.
Selon Hendricks (1995 et 2007), le poulain est ordinairement capturé à la corde lorsqu'il a six mois pour être dressé, puis conditionné à son rôle de cheval de course et de selle, sans être remis en liberté jusqu'à ce qu'il soit monté.

## Utilisations

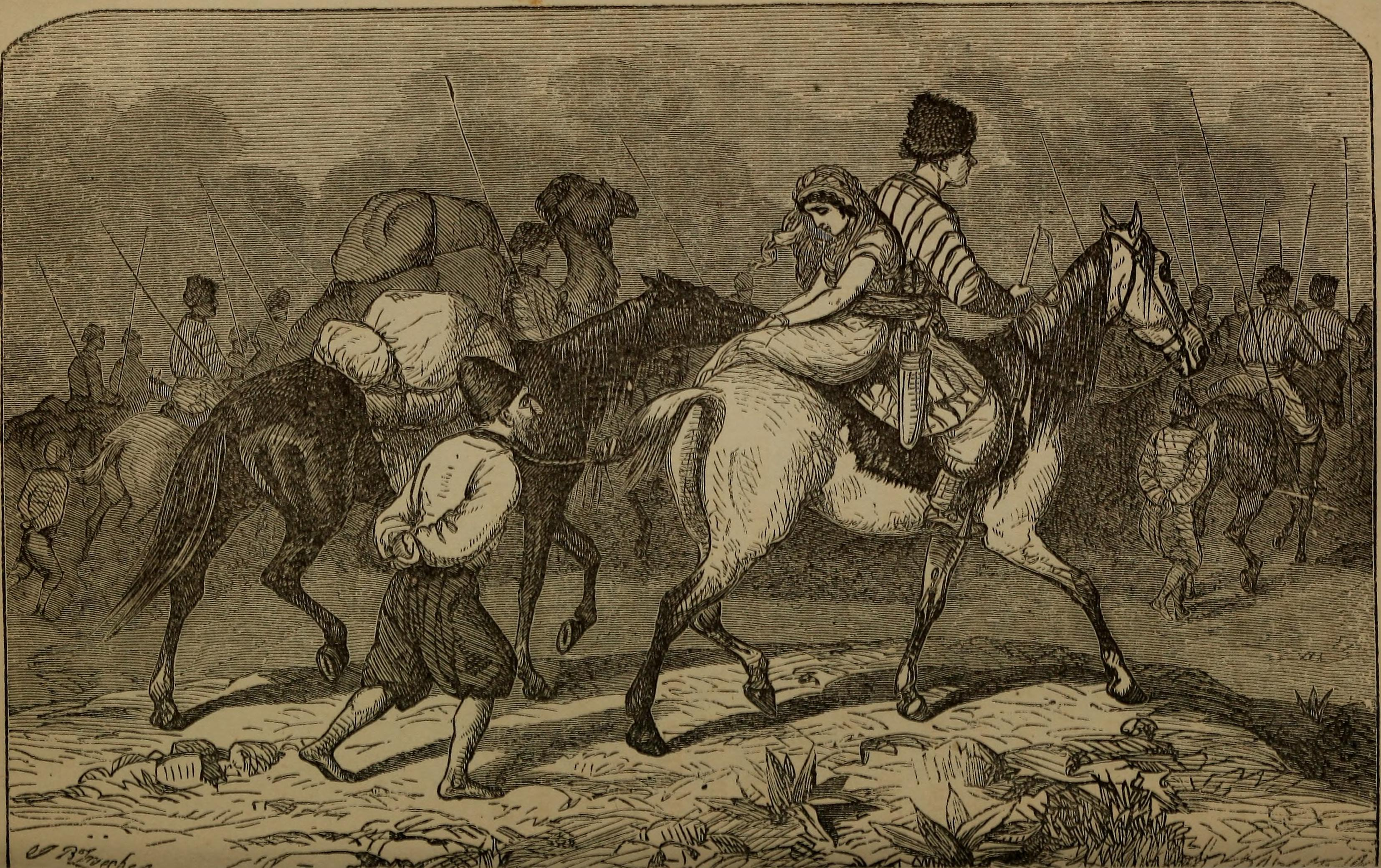
Dessin d'un raid turkmène, 1861.

Le Turkoman est essentiellement monté, et les juments sont traites pour leur lait ; il ne sert jamais de cheval de bât. Cet animal est historiquement très recherché par la Noblesse et par les combattants. M. Nolan le place au rang des meilleurs chevaux de guerre, avec l'Arabe et le cheval de Perse, quand le vétérinaire anglais William Youatt le dit préférable au cheval persan pour cet usage. Les régiments de cavalerie de l'Armée russe impériale comportaient des Turkmènes avec leurs chevaux.
Il est aussi largement utilisé pour des courses de vitesse. Le voyageur anglais Arthur Campbell Yate témoigne en 1887 avoir regardé des courses de chevaux à Téhéran, et constaté la supériorité du Turkoman sur l'Arabe en termes de vitesse.
Comme cheval de selle, il serait capable de parcourir 900 miles en onze jours sans interruption, d'après Youatt ; John Malcolm évoque une distance de 100 miles par jour pendant plusieurs jours de suite. Ce dernier témoigne qu'un cavalier monté sur un Turkoman a pu apporter un paquet de lettres de Chiraz jusqu'à Téhéran, soit une distance de 500 miles, en six jours.

### Croisements
De nombreux auteurs et chercheurs (dont des chercheurs en génétique des races de chevaux) soulignent la contribution du Turkoman à la naissance de la race du Pur-sang,,,,, et à de très nombreuses races de chevaux de sport dites Warmblood ou hot-blood, même parmi des races sans ancêtres Pur-sang documentés. Il est ainsi un ancêtre important de la race du Trakehner.
Le Turkoman a été exporté vers l'Europe entre 1650 et 1750, mais la contribution des chevaux de l'Empire ottoman et de la Perse dans la naissance du Pur-sang a été oubliée de l'Histoire, notamment dans les sources de l'Empire britannique, la race dite Pur-sang (Thoroughbred) étant rapidement naturalisée en Angleterre,. D'après Aly Mohammed Barafroukhteh, les agents anglais bénéficiaient d'un « crédit illimité », et achetaient des chevaux aux frontières de la Perse. 
Byerley Turk est présumé avoir été un Turkoman ; par ailleurs un certain nombre de chevaux qualifiés de « Turcs » étaient peut-être persans, une confusion existant en Europe à l'époque entre ces deux races. Ainsi, des chevaux Turcs, mais aussi persans, Pur-sang, et même des Barbe, étaient un temps connus comme des « Turcs d'Angleterre » s'ils arrivaient en France depuis l'Angleterre.

Races de chevaux influencées par le Turkoman
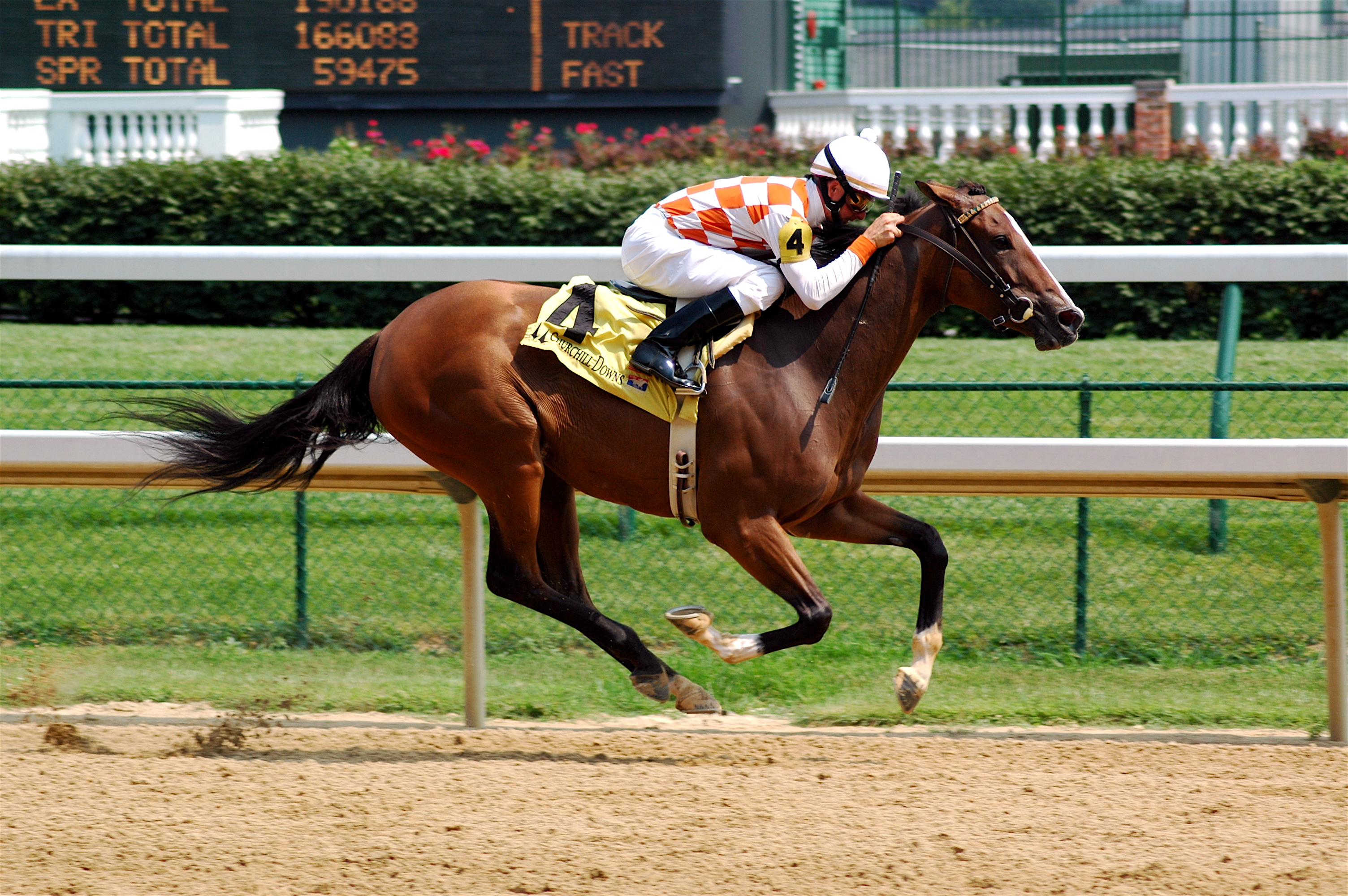
Pur-sang.
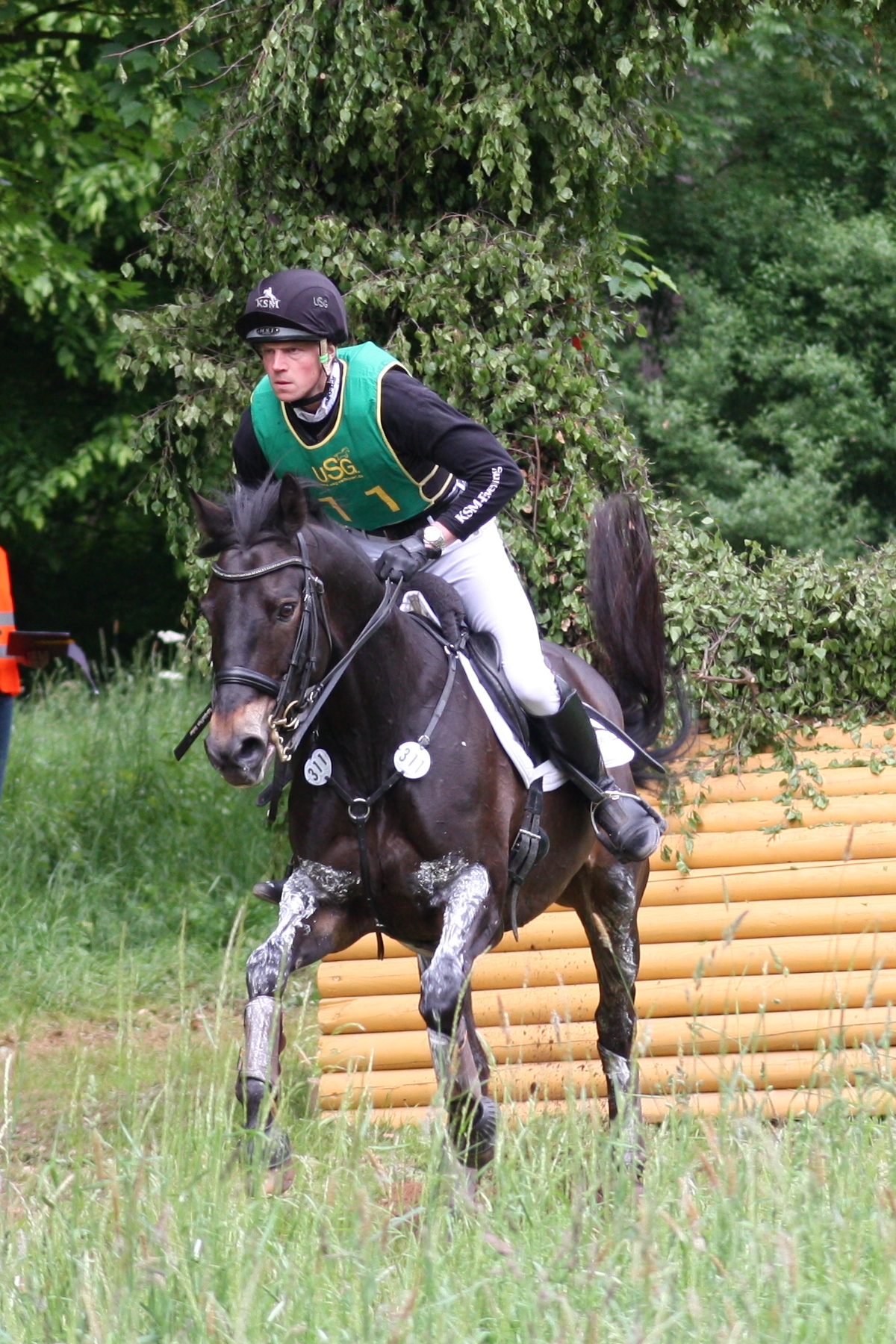
Trakehner.
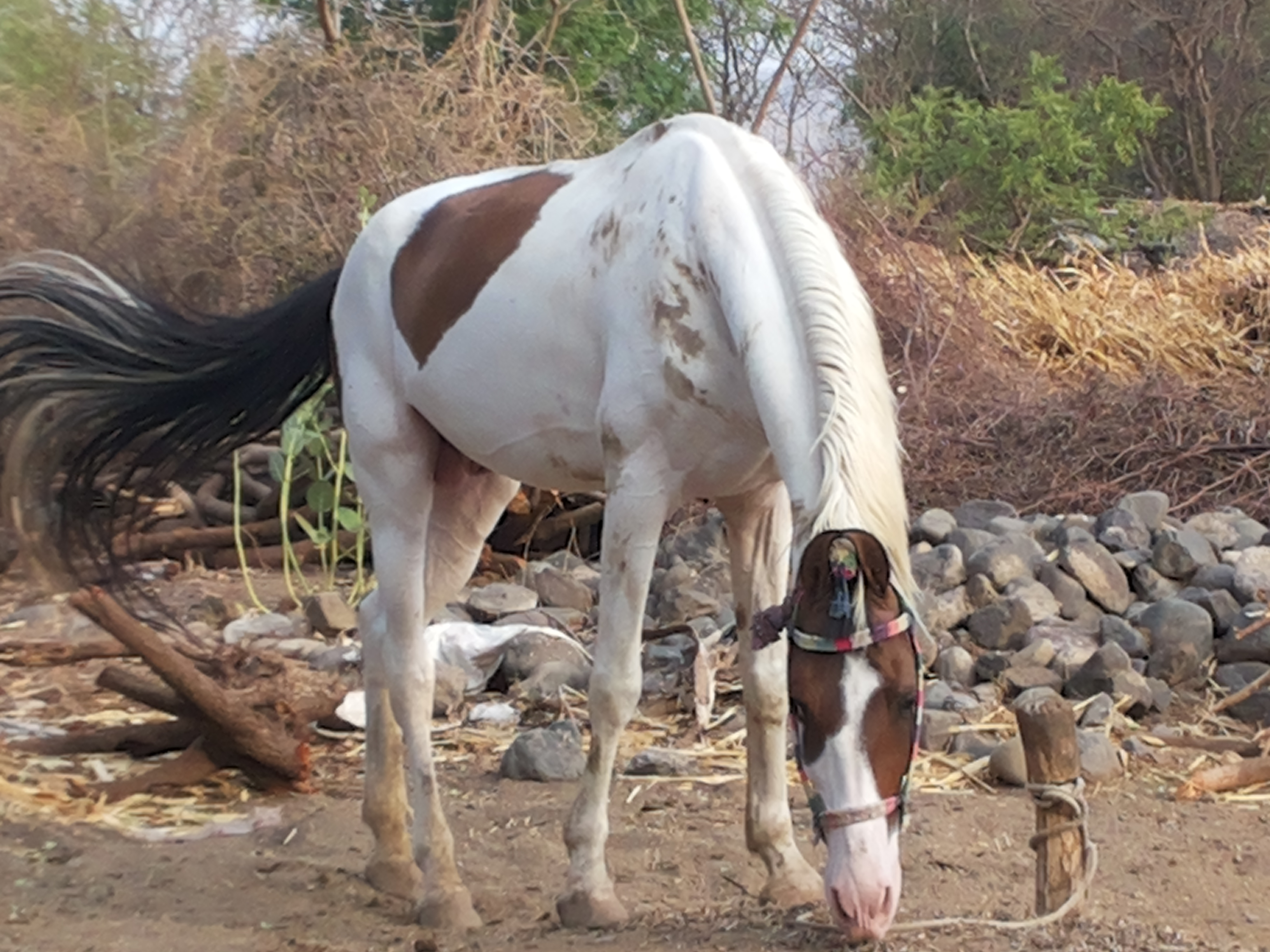
Marwari.
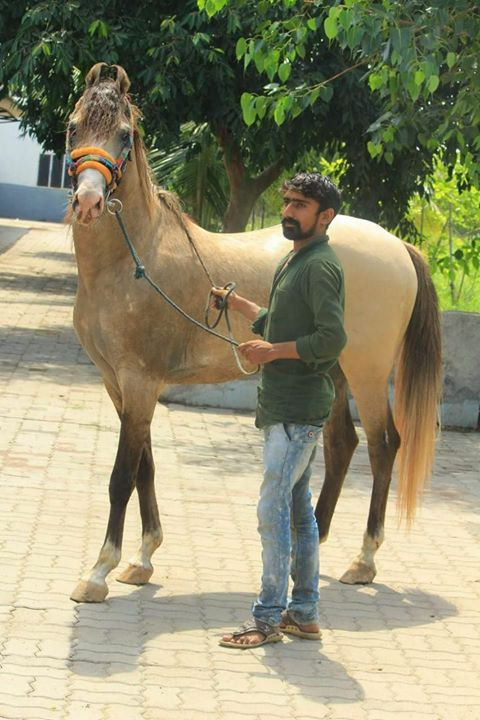
Kathiawari.

Hormis ses oreilles recourbées, le Marwari d'Inde ressemble beaucoup physiquement au Turkoman, ce qui résulte de l'apport de chevaux turkmènes par les Moghols au XVIe siècle. Houël cite enfin un cheval « toarhy » dans « Les Indes » (le Kathiawari), issu du croisement entre le Turkoman et le cheval perse. La présence d'une cinquième allure (le revaal) chez le Kathiawari est présumée être un héritage de ses ancêtres Turkoman.

## Diffusion de l'élevage

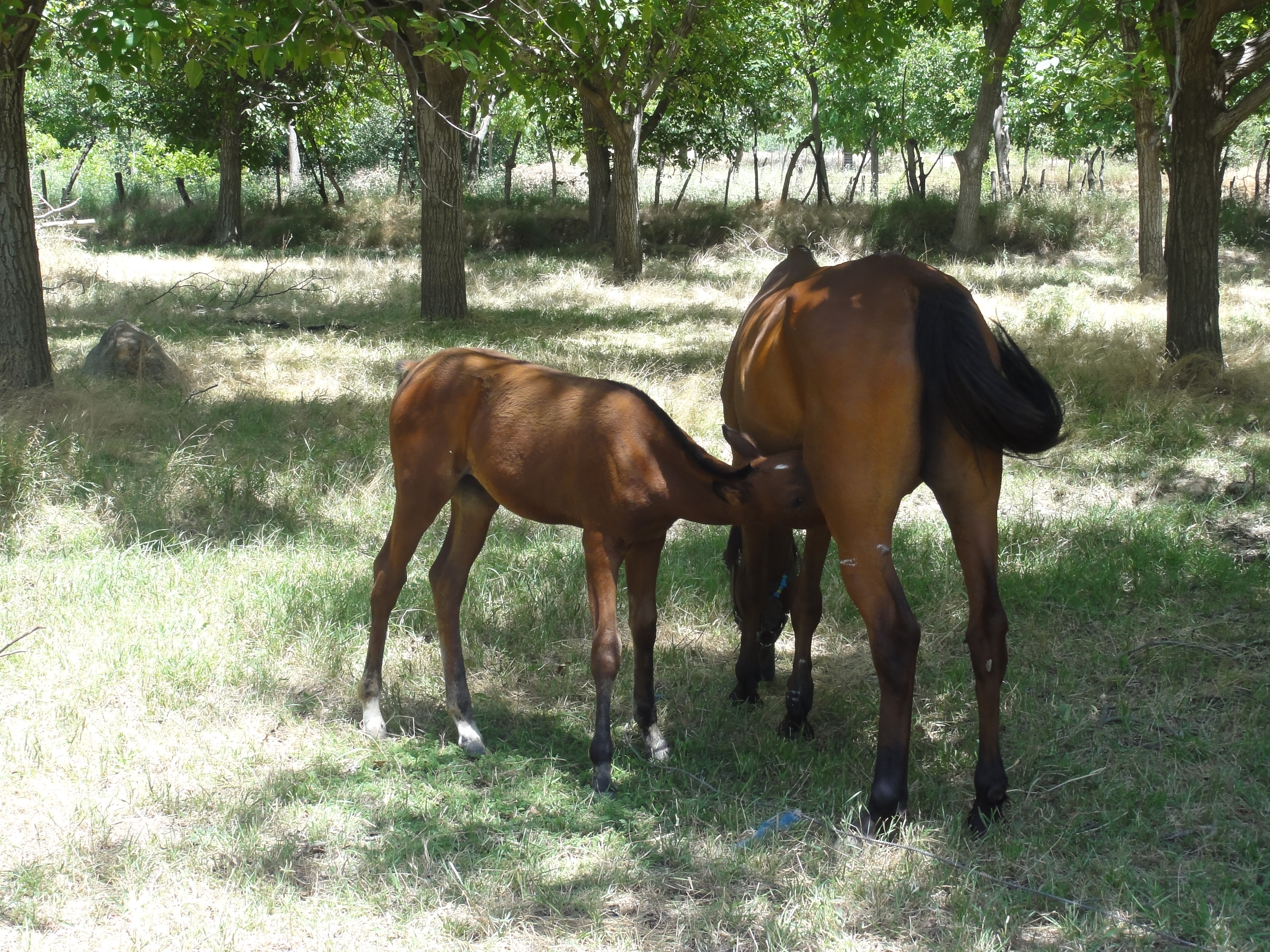
Jument et poulain Turkoman dans la Province de Hamedan, en Iran.

C'est originellement un cheval élevé au Turkménistan et en Perse (Iran), qui a gagné la Turquie avec les migrations de ses éleveurs. Il est décrit comme le cheval le plus réputé de toute l'Asie au XIXe siècle, une bonne réputation qui était déjà établie depuis plusieurs siècles. D'après Houël, à son époque, les meilleurs Turkoman sont élevés sur les bords de la rivière Ledjen. Il est considéré comme rare par Hendricks, leur nombre ayant continuellement baissé depuis le XIXe siècle ; Ravazzi le signale lui aussi comme « peu élevé et peu répandu ». Il existe de vastes troupeaux semi-sauvages de Turkomans près du Ghezel Bayer, au bord du fleuve Atrak, descendants des chevaux iraniens relâchés après le changement de régime de 1979.
Cette race est désormais élevée uniquement dans le Nord de l'Iran, constituant l'une des races de chevaux majeures de ce pays. Il existe en effet trois grands groupes de chevaux iraniens : le Turkoman, le cheval du plateau persan, et le Caspien. Le Turkoman est notamment présent dans le nord du Khorassan et la province du Golestan.